# Human Be-In

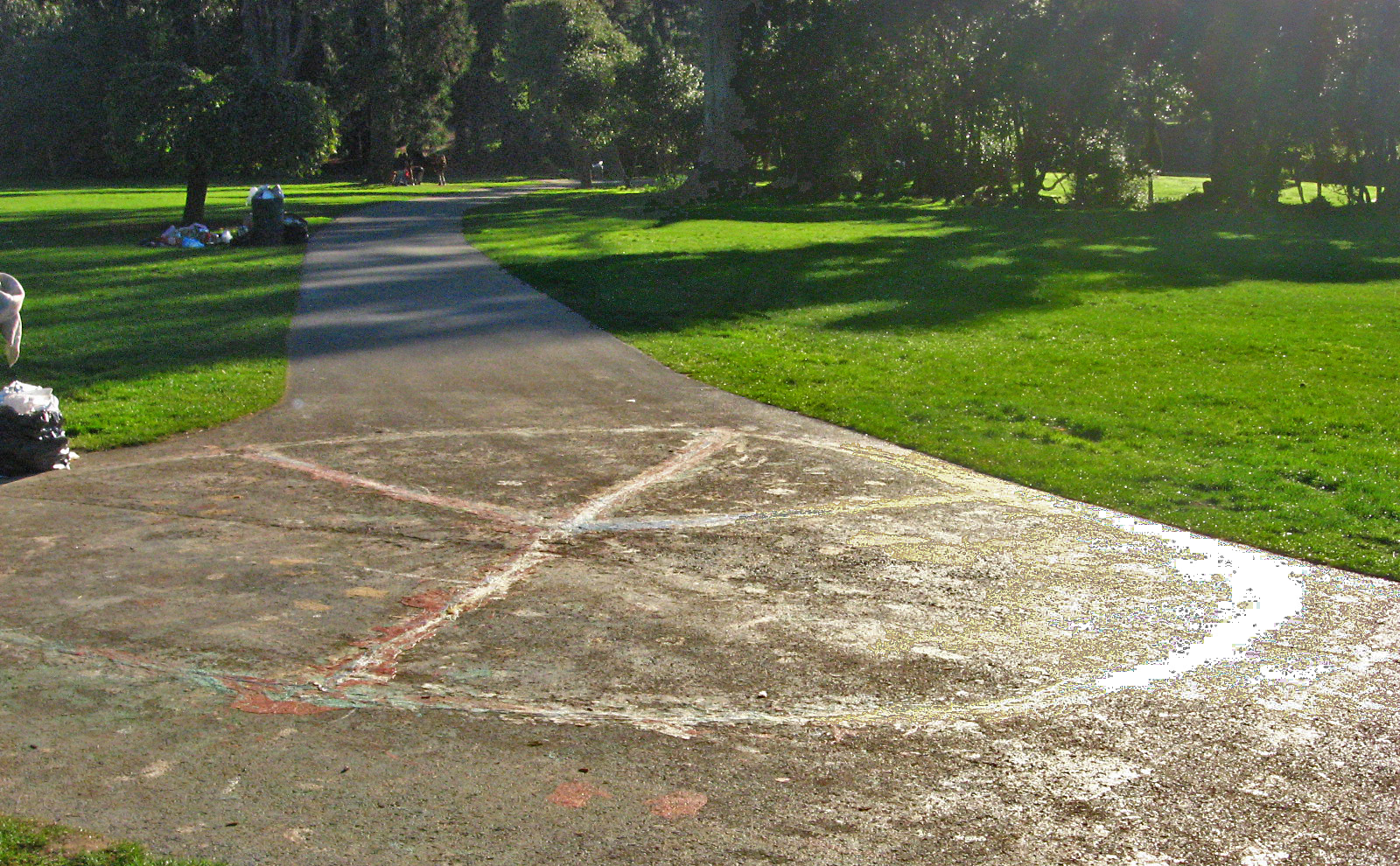
Park Golden Gate, w którym odbyło się Human Be-In

Human Be-In (lub A Gathering of the Tribes for Human Be-in) – happening zorganizowany w sobotę 14 stycznia 1967 roku w Golden Gate Park w San Francisco, w proteście przeciwko delegalizacji LSD oraz w celu wspólnego zjednoczenia aktywistów politycznych z University of California w Berkeley i hippisów z dzielnicy Haight-Ashbury. W happeningu wzięło udział około 25000 ludzi. Uznawane jest za wydarzenie przełomowe dla ruchu hippisowskiego.
Dwa dni przed happeningiem, 12 stycznia 1967, o godzinie 10 przed południem Gary Snyder, Jerry Rubin, Allen Cohen, Michael Bowen i Jay Thelin zorganizowali konferencję prasową w sklepie Print Mint (zlokalizowanym w tym samym budynku, w którym mieściła się pierwsza redakcja hippisowskiego czasopisma "San Francisco Oracle"). W czasie tej konferencji przekazano mediom komunikat o zbliżającym się wydarzeniu, w czasie którego dojdzie do zjednoczenia młodych aktywistów politycznych i młodych ludzi z Haight-Ashbury, co zapowiadać ma nową epokę w dziejach Stanów Zjednoczonych. Data wydarzenia została ustalona przez astrologa Gavina Arthura, który twierdził, że będzie to dzień sprzyjający międzyludzkiej komunikacji, a także, że tego dnia liczba żyjącej na świecie ludności będzie równa liczbie wszystkich zmarłych w historii świata.
Happening promował m.in. plakat zaprojektowany przez Ricka Griffina, przedstawiający Indian (stanowiących dla hippisów symbol niewinności Ameryki).
Happening rozpoczął o godzinie 10 rano Gary Snyder poprzez zadęcie w białą konchę. Poeci Allen Ginsberg i Gary Snyder wprowadzili obecnych na parkowy plac, okrążając go i błogosławiąc ziemię. Aż do godziny piątej po południu zebrani słuchali muzyki i tańczyli (zagrały m.in. grupy Grateful Dead, Quicksilver Messenger Service, Loading Zone, Country Joe and the Fish oraz Jefferson Airplane). Obecni byli także aktywiści i artyści (m.in. Alan Watts, Michael McClure oraz Lenore Kandel), a także Timothy Leary. Spożywano duże ilości LSD (znajdowało się ono m.in. w rozdawanych za darmo przez grupę teatralnych aktywistów The Diggers kanapkach z indykiem). Dziećmi opiekowali się członkowie gangu motocyklowego Hells Angels. Całego wydarzenia pilnowało jedynie dwóch policjantów.
Wydarzenie wzbudziło spore zainteresowanie mediów. Spotkało się też z gwałtowną reakcją władz miasta – zakazano m.in. wpuszczać do parku młodych ludzi ze śpiworami, przydzielono do służby w okolicy dodatkowe jednostki policyjne, a trasy autobusów zmieniono tak, żeby omijały hippisowską dzielnicę Haight-Ashbury.